# Mistrzostwa NCAA Division III w Zapasach w 2017
Mistrzostwa NCAA Division III w zapasach w 2017 roku rozegrane zostały w La Crosse w dniach 10–11 marca. Zawody odbyły się w La Crosse Center. Gospodarzem zawodów był University of Wisconsin–La Crosse.
- Outstanding Wrestler – Riley Lefever

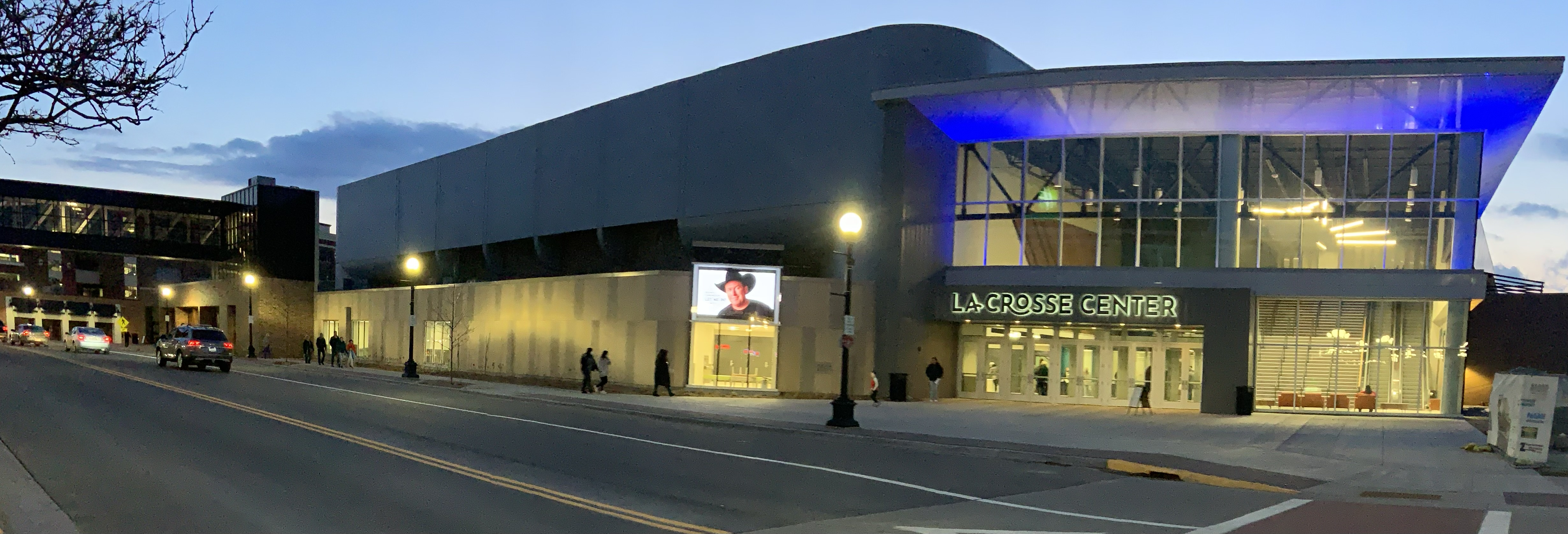

Punkty zdobyło 57 drużyn.

## Wyniki

### Drużynowo
| Kolejność | Szkoła                                                 | Zespół        |
| --------- | ------------------------------------------------------ | ------------- |
| 1.        | Wartburg College                                       | Knights       |
| 2.        | Augsburg University                                    | Auggies       |
| 3.        | Wabash College                                         | Little Giants |
| 4.        | Johnson & Wales University                             | Wildcats      |
| 5.        | Messiah College                                        | Falcons       |
| 6.        | Loras College                                          | Duhawks       |
| 7.        | State University of New York College at Cortland       | Red Dragons   |
| 8.        | The College at Brockport, State University of New York | Golden Eagles |

### All American

#### 125 lb
| Lp. | Zawodnik        | Szkoła               |
| --- | --------------- | -------------------- |
| 1.  | Lucas Malmberg  | Messiah              |
| 2.  | Zachary Beckner | Ferrum               |
| 3.  | Jonathan Haas   | Brockport            |
| 4.  | CJ Pestano      | Central              |
| 5.  | Zac Denny       | Wisconsin–Whitewater |
| 6.  | Arnulfo Olea    | Wartburg             |
| 7.  | Bobby Jordan    | Johnson & Wales      |
| 8.  | Victor Gliva    | Augsburg             |

#### 133 lb
| Lp. | Zawodnik         | Szkoła            |
| --- | ---------------- | ----------------- |
| 1.  | Nathan Pike      | New York          |
| 2.  | Jay Albis        | Johnson & Wales   |
| 3.  | Troy Stanich     | Stevens Institute |
| 4.  | Chris Williams   | Millikin          |
| 5.  | Cam Timok        | Central           |
| 6.  | Ryan Flynn       | York              |
| 7.  | Owen Doster      | Wabash            |
| 8.  | Maverick Passaro | SUNY–Cortland     |

#### 141 lb
| Lp. | Zawodnik         | Szkoła              |
| --- | ---------------- | ------------------- |
| 1.  | Dustin Weinmann  | Wisconsin–La Crosse |
| 2.  | Cross Cannone    | Wartburg            |
| 3.  | David Flynn      | Augsburg            |
| 4.  | Devin Broukal    | Wabash              |
| 5.  | Clint Lembeck    | Loras               |
| 6.  | Joseph Ferinde   | Johnson & Wales     |
| 7.  | Brendon Seyfried | Williams            |
| 8.  | Gregory Warner   | York                |

#### 149 lb
| Lp. | Zawodnik       | Szkoła            |
| --- | -------------- | ----------------- |
| 1.  | Dan Del Gallo  | Southern Maine    |
| 2.  | Aaron Engle    | Cornell           |
| 3.  | Kenneth Martin | Wartburg          |
| 4.  | Seth Lansberry | Lycoming          |
| 5.  | Sam Schneider  | Ithaca            |
| 6.  | Cole Erickson  | Coe               |
| 7.  | Zach Wilhelm   | Stevens Institute |
| 8.  | Shaun Wilson   | Waynesburg        |

#### 157 lb
| Lp. | Zawodnik      | Szkoła            |
| --- | ------------- | ----------------- |
| 1.  | Robert Dierna | SUNY–Cortland     |
| 2.  | Logan Thomsen | Wartburg          |
| 3.  | Nick Bova     | Wabash            |
| 4.  | Derek Arnold  | Ursinus           |
| 5.  | Jimmy Davis   | Loras             |
| 6.  | Mark Choinski | Wisconsin–Oshkosh |
| 7.  | Ty Herzog     | Roger Williams    |
| 8.  | Steve Bonsall | Chicago           |

#### 165 lb
| Lp. | Zawodnik        | Szkoła                  |
| --- | --------------- | ----------------------- |
| 1.  | Logan Hermsen   | Wisconsin–Stevens Point |
| 2.  | Stephen Jarrell | Johnson & Wales         |
| 3.  | Lucas Jeske     | Augsburg                |
| 4.  | Larry Cannon    | Messiah                 |
| 5.  | Anthony Arroyo  | Baldwin Wallace         |
| 6.  | Nolan Barger    | Lycoming                |
| 7.  | Andrew Steiert  | Wartburg                |
| 8.  | Davon Jackson   | Olivet                  |

#### 174 lb
| Lp. | Zawodnik           | Szkoła                 |
| --- | ------------------ | ---------------------- |
| 1.  | Eric Devos         | Wartburg               |
| 2.  | Ben Swarr          | Messiah                |
| 3.  | Sonnieboy Blanco   | Washington & Jefferson |
| 4.  | Colin Barber       | SUNY–Cortland          |
| 5.  | Richard Carlson    | Wisconsin–La Crosse    |
| 6.  | Benjamin Schweiger | Delaware               |
| 7.  | Michael LaBell     | Johnson & Wales        |
| 8.  | Dan Kilroy         | New Jersey             |

#### 184 lb
| Lp. | Zawodnik            | Szkoła               |
| --- | ------------------- | -------------------- |
| 1.  | Jordan Newman       | Wisconsin–Whitewater |
| 2.  | Justin Kreiter      | Luther               |
| 3.  | Owen Webster        | Augsburg             |
| 4.  | Jordan Bushey       | SUNY–Oswego          |
| 5.  | Bryan Levsen        | Wartburg             |
| 6.  | Blaise Benderoth    | New York             |
| 7.  | Christos Giatras    | Augustana            |
| 8.  | Christoper Chorzepa | Williams             |

#### 197 lb
| Lp. | Zawodnik         | Szkoła            |
| --- | ---------------- | ----------------- |
| 1.  | Riley Lefever    | Wabash            |
| 2.  | Carlos Toribio   | Ithaca            |
| 3.  | Guy Patron       | Loras             |
| 4.  | Triston Engle    | Brockport         |
| 5.  | Kyle Fank        | Wartburg          |
| 6.  | AJ Kowal         | Stevens Institute |
| 7.  | Kyle Koser       | Messiah           |
| 8.  | Kacee Hutchinson | Greensboro        |

#### 285 lb
| Lp. | Zawodnik          | Szkoła                  |
| --- | ----------------- | ----------------------- |
| 1.  | Zachery Roseberry | Delaware                |
| 2.  | Donny Longendyke  | Augsburg                |
| 3.  | Adarios Jones     | Augustana               |
| 4.  | Lance Evans       | Wartburg                |
| 5.  | James Bethel      | Oneonta State           |
| 6.  | Donny Ralston     | Wisconsin–Stevens Point |
| 7.  | Jacob Evans       | Waynesburg              |
| 8.  | Jake O’Brien      | Ithaca                  |